# 瀛洲生态公园
瀛洲生态公园是中国广东省广州市的一个生态公园，位于海珠区新滘镇小洲村（南洲路以东）。小洲村形成于元朝，因为这里河网纵横，村民聚居的地方犹如碧海中的绿洲，故被称为“小洲”，又称“瀛洲”。公园建于1998年，由村社集体以每亩每年5000元的价格，从农民手中返租，在广东开创了政府租地建设的模式。公园与附近的万亩果林被誉为广州的“南肺”，公园总占地面积为142公顷，园内种有各类果树5万多株，是广州市海珠区果树保护区的核心地带，亦是广州最大的农业生态公园。

## 邻近建筑
- 小洲村
- 广州大学城
- 广州环城高速公路（南环段）